# チシマザクラ
チシマザクラ（千島桜、学名： Cerasus nipponica var. kurilensis (Miyabe) H.Ohba）はバラ科サクラ属の落葉広葉樹のサクラ。日本に自生する10もしくは11種あるサクラ属の基本野生種の一つのタカネザクラの下位分類の変種のサクラ。

## 特徴
千島列島南部、北海道、本州の中部地方以北の標高1500mから2800m付近の山岳地帯に自生し、名は千島地方に因んだ。標高が高く風の強い場所ほど樹高が低く、平均は0.5-5mほどだが、低地の環境が良い場所では稀に10mを超える高木に育つこともある。タカネザクラの変種でタカネザクラとの違いは葉柄、花柄、萼筒に毛がある点だが、毛の有無による分類は適当ではなく再検討が必要との意見もある。直径2-3cmほど小輪から中輪の一重咲きで花を1-3個ほど散形状につけ、花弁の色は淡紅色。葉は卵状楕円形。北海道根室市では日本で唯一桜の開花予想に用いられる標本木に採用されていた。根室市の清隆寺に明治時代に国後島から移入されたチシマザクラが植栽されている。根室市の花期は5月下旬となり日本の施政権が及ぶ平地では最も遅く開花する。